# Elecciones legislativas de Gibraltar de 2007

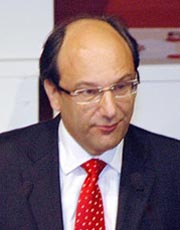
Peter Caruana en 2007.

Las Elecciones Legislativas de Gibraltar de 2007 se llevaron a cabo en septiembre de ese mismo año. La participación en los comicios fue del 81,4%. Los resultados de los mismos fueron:
- Socialdemócratas de Gibraltar (GSD), de Peter Caruana: 76.334 votos (49,33% del sufragio)
- Partido Socialista Laborista de Gibraltar y Partido Liberal de Gibraltar (Coalición GSLD-GLP), de Joe Bossano: 70.397 votos (45,49% del sufragio)
- Partido Progresista Democrático (PDP), de Keith Azopardi: 5.799 votos (3,75% del sufragio)
- Nueva Democracia Gibraltareña: 1.210 (0,78% del sufragio)
- Candidatos independientes: 1.003 (0,65% del sufragio)[1]